# Штоперица (квиз)
Штоперица је српски квиз забавног карактера који се од 2. септембра 2019. емитује на телевизији Б92 (бившој О2), сваким радним даном у 15:00. Водитељ квиза у прве две сезоне је био Душан Каличанин, а од треће Урош Јовчић.

## Правила квиза
Квиз се састоји од две рунде. У првој, такмичар одговара на три питања, а за сваки одговор има на располагању по 10 секунди. Уколико тачно одговори, осваја загарантовану суму од 3.000 динара. У другој рунди треба да одговори на шест питања (свако вреди по 2.000 динара), а на располагању има по 20 секунди за сваки одговор. У зависности од брзине и одговора које да, може да освоји и до 15.000 динара.
Такмичар може да искористи три врсте помоћи: да му водитељ олакша питање, да одговор потражи на интернету или да прескочи питање. Уколико да погрешан одговор губи до тада сав зарађен новац, осим загарантоване суме од 3.000 динара.

## Епизоде
| Сезона | Сезона | Број епизода    | Премијерно емитовање | Премијерно емитовање |
| Сезона | Сезона | Број епизода    | Почетак емитовања    | Завршетак емитовања  |
| ------ | ------ | --------------- | -------------------- | -------------------- |
|        | 1      | 84 (1 – 84)     | 2. септембар 2019.   | 31. децембар 2019.   |
|        | 2      | 42 (85 – 126)   | 16. март 2020.       | 21. август 2020.     |
|        | 3      | 63 (127 – 189)  | 6. октобар 2020.     | 5. јануар 2021.      |
|        | 4      | 66 (190 – 255)  | 18. март 2021.       | 23. јун 2021.        |
|        | 5      | 65 (256 – 320)  | 4. октобар 2021.     | 31. децембар 2021.   |
|        | 6      | 108 (321 – 428) | 7. март 2022.        | 8. август 2022.      |
|        | 7      | 75 (429 – 503)  | 19. септембар 2022.  | 31. децембар 2022.   |
|        | 8      | 100 (504 – 603) | 6. март 2023.        | 31. јул 2023.        |
|        | 9      | 71 (604 – 675)  | 25. септембар 2023.  | 31. децембар 2023.   |
|        | 10     | 110 (676-786)   | 19. фебруар 2024.    | 26. јул 2024.        |
|        | 11     | 72 (787-849)    | 23. септембар 2024.  | 31. децембар 2024.   |

## VIP празнична издања
| Датум              | Водитељ         | Први такмичар     | Други такмичар      | Извор         |
| ------------------ | --------------- | ----------------- | ------------------- | ------------- |
| 31. децембар 2019. | Душан Каличанин | Зоран Пајић       | Ања Мит             | [ 16 ]        |
| 31. децембар 2020. | Урош Јовчић     | Стеван Пиале      | Марија Килибарда    | [ 17 ] [ 18 ] |
| 31. децембар 2021. | Урош Јовчић     | Милош Милаковић   | Михајло Радивојевић | [ 19 ]        |
| 31. децембар 2022. | Урош Јовчић     | Владимир Јелић    | Ана Митић           | [ 20 ]        |
| 31. децембар 2023. | Урош Јовчић     | Срђан Олман       | Андрија Дабановић   | [ 21 ]        |
| 31. децембар 2024. | Урош Јовчић     | Теодора Тодоровић | Милош Урошевић      | [ 22 ]        |